# Planococcus philippinensis
Planococcus philippinensis är en insektsart som beskrevs av Ezzat och Mcconnell 1956. Planococcus philippinensis ingår i släktet Planococcus och familjen ullsköldlöss.
Artens utbredningsområde är Filippinerna. Inga underarter finns listade i Catalogue of Life.